# Zdzisław Mrugalski
Zdzisław Mrugalski (ur. 22 kwietnia 1930 w Książu Wielkopolskim, zm. 22 października 2017 w Warszawie) – polski zegarmistrz, prof. dr hab. nauk technicznych o specjalności konstrukcja urządzeń precyzyjnych, mechanika precyzyjna, mechatronika.

## Życiorys
Zdzisław Mrugalski urodził się w Książu Wielkopolskim, gdzie ojciec Czesław był zawiadowcą na stacji kolejowej. W 1937 roku rodzina przeniosła się do Ostrowa Wielkopolskiego i tam w 1943 roku rozpoczął naukę zawodu w zakładzie zegarmistrzowskim. Po zakończeniu II wojny światowej kontynuował naukę zawodu otrzymując w 1948 roku tytuł czeladnika. W 1951 roku ukończył Liceum Zegarmistrzowskie w Warszawie. Po zdaniu matury rozpoczął studia na Wydziale Mechaniczno-Konstrukcyjnym Politechniki Warszawskiej, w 1953 przeniósł się na nowo powstałą Sekcję Budowy Drobnych Mechanizmów Oddziału Mechaniki Precyzyjnej na Wydziale Mechanicznym Technologicznym PW, studia ukończył je w 1956 roku. Jednocześnie został zatrudniony (1951) jako technik-laborant w Głównym Instytucie Mechaniki w Warszawie (obecnie Instytut Mechaniki Precyzyjnej). Był związany z Wydziałem Mechanicznym Technologicznym, a następnie Wydziałem Mechaniki Precyzyjnej (obecnie Mechatroniki) Politechniki Warszawskiej, gdzie pracował kolejno na stanowiskach: asystent (1954–1958), starszy asystent (1958–1965), adiunkt (1965–1972), docent (1972–1991), profesor nadzwyczajny (1991–1997) oraz zwyczajny (1997–2004).
W 1964 roku Zdzisław Mrugalski uzyskał stopień doktora, a w 1974 doktora habilitowanego. Tytuł profesora nauk technicznych otrzymał w roku 1991. W latach 1975–1981 był prodziekanem Wydziału Mechaniki Precyzyjnej Politechniki Warszawskiej, a w latach 1981–1987 jego dziekanem. Pełnił też funkcję dyrektora Instytutu Konstrukcji Przyrządów Precyzyjnych i Optycznych (1991–1993) i kierownika Zakładu Konstrukcji Urządzeń Precyzyjnych (1992–1997). W latach 1980–2003 był członkiem Rady Naukowej Przemysłowego Instytutu Automatyki i Pomiarów w Warszawie oraz kilku innych rad naukowych, a od 1996 współredaktorem czasopisma Pomiary, automatyka, robotyka.
Zdzisław Mrugalski jest autorem ponad 140 publikacji, w tym około 40 artykułów w czasopismach naukowych na temat konstrukcji drobnych mechanizmów i urządzeń precyzyjnych, mechanizmów zegarowych, drobnomodułowych przekładni zębatych i mikromechanizmów. Jest autorem ponad 60 opracowań konstrukcyjnych i prac dla przemysłu oraz około 30 opinii i ekspertyz z dziedziny urządzeń precyzyjnych. Ponadto jest współautorem 9 patentów.
Był członkiem zespołu budującego zegar na Wieży Zygmuntowskiej Zamku Królewskiego w Warszawie po zniszczeniach wojennych. Pełnił nadzór nad wykonaniem i montażem mechanizmu zegara w latach 1972–1974. Zajmował się też jego konserwacją.
Zdzisław Mrugalski był członkiem Stowarzyszenia Inżynierów Mechaników Polskich (1957–1995), a w latach 1990–1995 wiceprzewodniczącym Głównej Komisji ds. Nagród i Konkursów przy ZG Naczelnej Organizacji Technicznej. Od 1985 roku jest członkiem Polskiego Towarzystwa Mechaniki Teoretycznej i Stosowanej, od 1990 Międzynarodowego Stowarzyszenia „Horologium”, od 1996 Komitetu Budowy Maszyn Polskiej Akademii Nauk – Sekcja Podstaw Konstrukcji, a także Polskiego Towarzystwa Historii Techniki, Towarzystwa Naukowego Warszawskiego, Klubu Miłośników Zegarów.
Po śmierci jego pamięć uczczono symboliczną „żałobą zegarów”. 27 października o godzinie 11.15 zatrzymało się wiele zegarów na ważnych budynkach w całej Polsce. Godzina ta upamiętniała godzinę, o której zatrzymał się zbombardowany zegar na warszawskim zamku.

## Wybrane książki
- 1972: Mechanizmy zegarowe (1972)[6][7]
- 1979: Zespoły funkcjonalne drobnych mechanizmów[7]
- 1991: Zespoły funkcjonalne urządzeń zegarowych i tachometrycznych[7]
- 1991: Konstrukcja drobnych mechanizmów: ćwiczenia laboratoryjne (współautor)
- 1996: Konstrukcja przyrządów i urządzeń precyzyjnych (współautor i redaktor naukowy całości)[7]
- 2006: Wspomnienia z pracy w Politechnice Warszawskiej (1954 – 2004), Oficyna Wydawnicza Politechniki Warszawskiej, Warszawa 2006, ISBN 83-7207-631-6
- 2007: Wkład Polaków w polski i światowy rozwój urządzeń precyzyjno-optycznych (pod redakcją), Polskie Towarzystwo Historii Techniki, Warszawa 2007, ISBN 978-83-89868-95-4
- 2008: Czas i urządzenia do jego pomiaru, Wydawnictwo Cursor Media, Warszawa 2008, ISBN 978-83-61080-24-4
- 2010: Przemysł Zegarowy w Polsce, Wydawnictwo Naukowe Instytutu Technologii Eksploatacjii - PIB, Radom 2010, ISBN 978-83-7204-904-9
- 2011: Historia Zegarmistrzostwa w Polsce, Wydawnictwo Naukowe Instytutu Technologii Eksploatacjii - PIB, Radom 2011, ISBN 978-83-7204-989-6
- 2012: 50 Lat Wydziału Mechatroniki d. Mechaniki Precyzyjnej 1962-2012, Politechnika Warszawska, Warszawa 2012,
- 2013: Zegary Elektryczne i Elektroniczne, Wydawnictwo Cursor Media, Warszawa 2013, ISBN 978-83-63086-05-3
- 2013 Od Zakładu Budowy Drobnych Mechanizmów do Zakładu Konstrukcji Urządzeń Precyzyjnych. Zarys Historii Zakładu. (redaktor) Print Group sp. z o.o. ISBN 978-83-905409-4-8
- 2014: Królewski Zegarmistrz, Wydawnictwo Cursor Media, Warszawa 2014, ISBN 978-83-63086-12-1
- 2014: Profesor Henryk Trebert, Twórca i pierwszy Dziekan Wydziału Mechaniki Precyzyjnej/Mechatroniki Politechniki Warszawskiej, Warszawa 2014, ISBN 978-83-7789-286-2
- 2015: Zegar Na Wieży Zamku Królewskiego w Warszawie, Wydawnictwo Naukowe Instytutu Technologii Eksploatacjii - PIB, Radom 2014, ISBN 978-83-7789-312-8

## Nagrody i wyróżnienia
- 1974: Złoty Krzyż Zasługi
- 1981: Medal Komisji Edukacji Narodowej
- 1984: Krzyż Kawalerski Orderu Odrodzenia Polski

Źródła:.